# ビーチボール

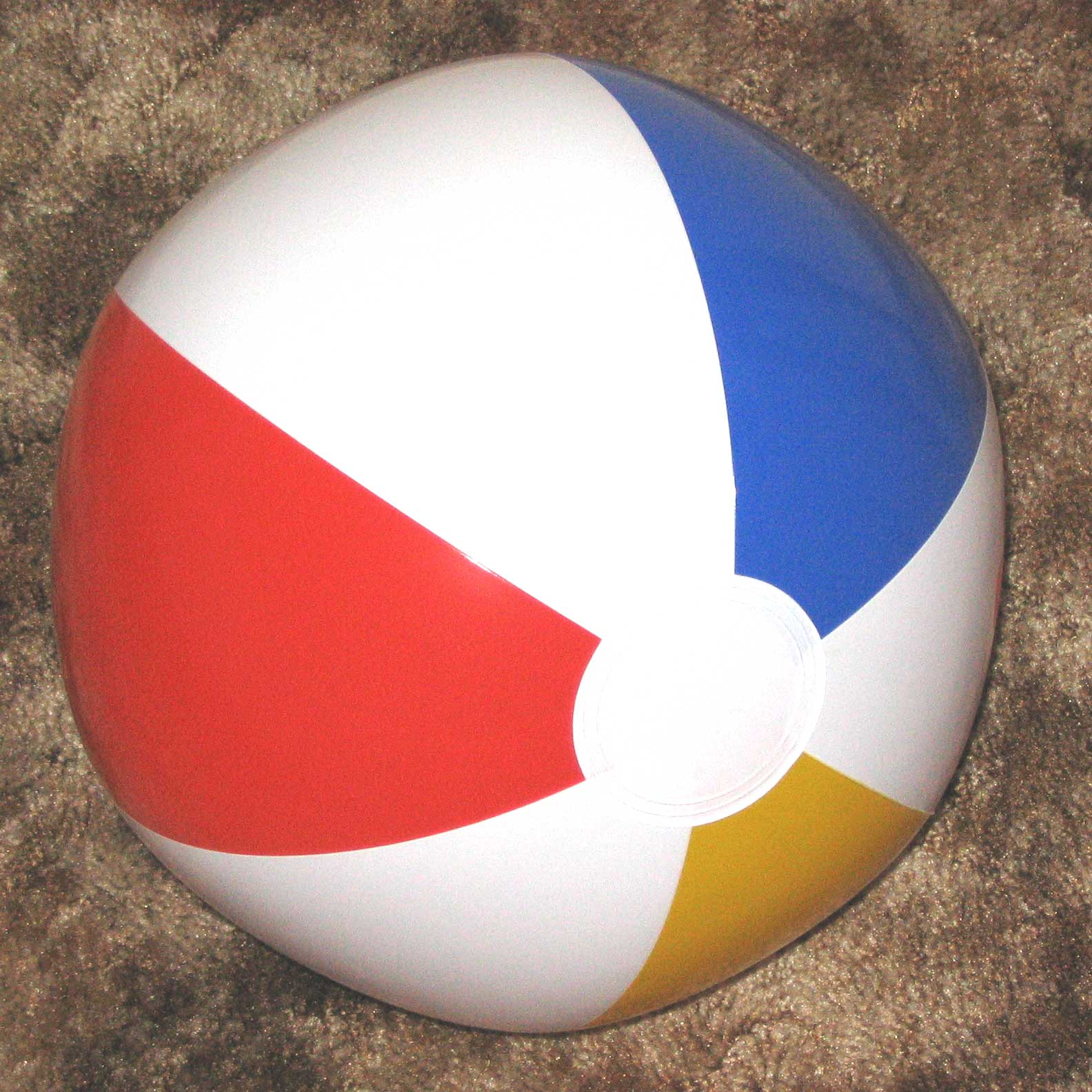
ビーチボール

ビーチボール（英：beach ball）は、薄い軟質PVC樹脂でできたボールである。

## 概要
海水浴の際に砂浜や波打ち際で遊ぶためのレジャー用品や、ビーチボール競技などのスポーツの道具として用いられる。空気を入れて膨らませて使用することから、大きさの割りには軽くて運搬しやすいというメリットがある。
ビーチボールの生産数日本一は栃木県小山市であるが、栃木県は内陸県であるため、小山市に海や砂浜はない。

## 使用するスポーツ
- ビーチボール (球技) - 富山県朝日町発祥[2]。
- バルーンバレーボール - 静岡県で行われている。

なお、上記2件とも屋内で行われ、ビーチスポーツではない。